# USS Cairo
La USS Cairo fu una cannoniera corazzata, capoclasse della classe City, in servizio con l'Union Army prima e la Union Navy poi durante la guerra di secessione americana. Fu la prima nave corazzata costruita dagli Stati Uniti d'America.
Prese il nome dalla città di Cairo, Illinois. Affondata da una mina navale nel 1862, nel 1964 il suo relitto è stato recuperato e trasformato in nave museo.

## Caratteristiche tecniche

### Evoluzione dell'armamento
Come molte delle navi corazzate impiegate nel teatro del Mississippi, la Cairo vide il proprio armamento cambiare nel corso della sua seppur breve storia operativa. Per accelerare il suo ingresso in servizio, come per le altre cannoniere classe City la Cairo fu dotata di qualunque arma fosse in quel momento a portata di mano, e col progredire della guerra l'armamento fu aggiornato a seconda dei nuovi pezzi che si rendevano disponibili.
L'armamento al varo comprendeva dei moderni cannoni Dahlgren a canna liscia da 8", ma in numero limitato. I restanti pezzi erano un mix di antiquati 32 libbre a canna liscia e di altrettanto antiquati 42 libbre modificati a canna rigata. Il che li rendeva decisamente deboli e soggetti con più frequenza alle esplosioni. L'obice da 12 libbre non era impiegato per il combattimento regolare ma in caso di abbordaggio, situazione frequente alle corte distanze tipiche del combattimento fluviale.
| Armamento | Armamento |
| --- | --- |
| gennaio 1862 | novembre 1862 |
| • 3 cannoni Dahlgren a canna liscia da 8" (203 mm) • 6 cannoni a canna rigata da 42 libbre • 6 cannoni da 32 libbre • 1 obice da 12 libbre | • 3 cannoni Dahlgren a canna liscia da 8" (203 mm) • 3 cannoni a canna rigata da 42 libbre • 6 cannoni da 32 libbre • 1 cannone da 30 libbre • 1 obice da 12 libbre |

## Servizio

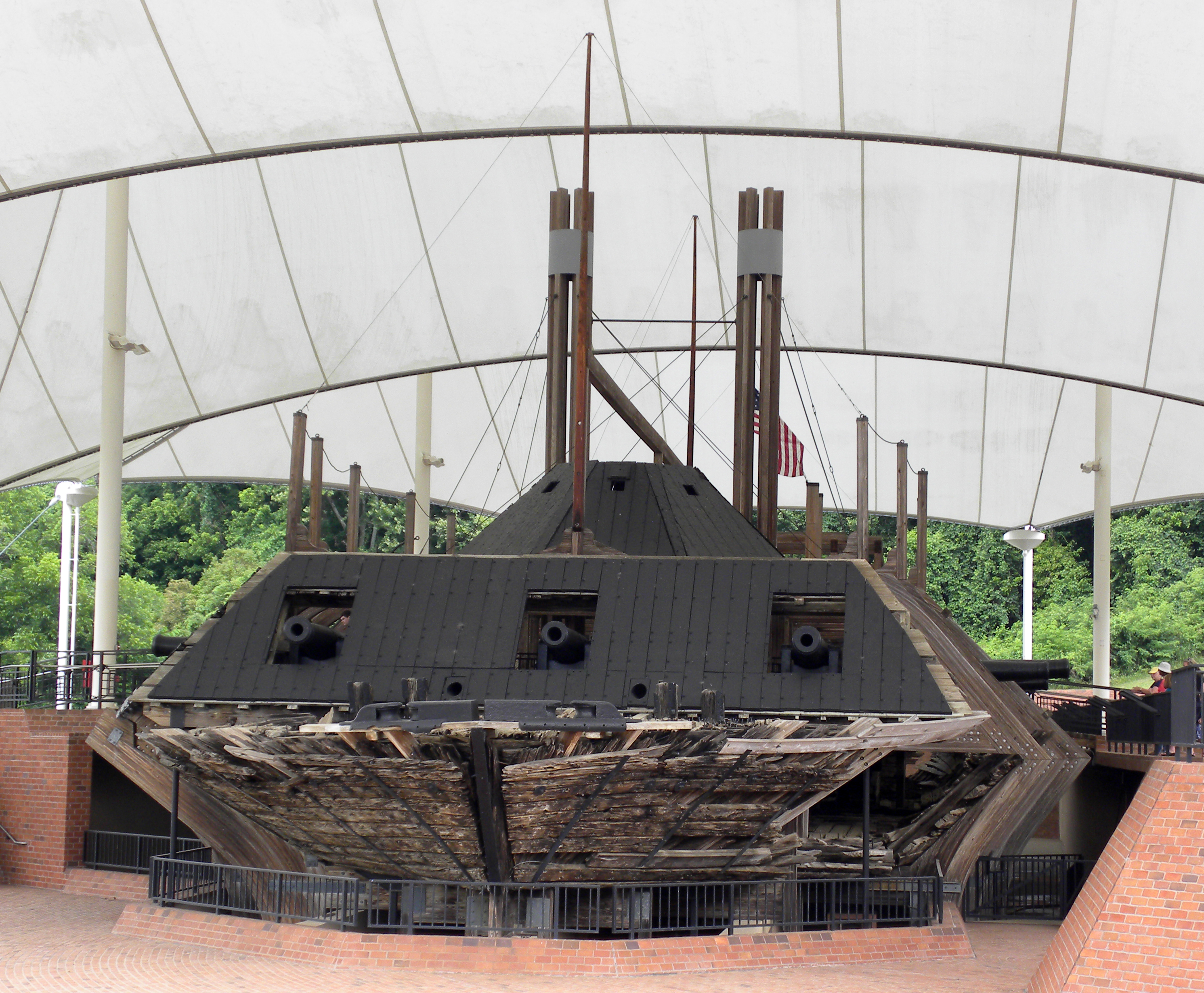
Vista frontale della Cairo

La Cairo fu costruita nel 1861 dalla James Eads e Co. a Mound City, Illinois, sotto contratto del Dipartimento della Guerra degli Stati Uniti. Entro in servizio come parte dell'Union Army, inquadrata nella Western Gunboat Flotilla ai comandi del tenente della Union Navy James M. Prichett.
La Cairo servì nella flottiglia, quest'ultima sotto ai comandi Andrew Hull Foote, lungo il Mississippi, l'Ohio ed i loro affluenti fino al 1º ottobre 1862, quando assieme alle altre cannoniere fluviali passò sotto la Marina.
Fu attiva durante le occupazioni di Clarksville, Tennessee, il 17 febbraio 1862, e di Nashville, sempre in Tennessee, il 25 febbraio dello stesso anno. Il 12 aprile scortò le bombarde, che diedero il via alle operazioni contro Fort Pillow. Un primo combattimento contro cannoniere confederate alla battaglia di Plum Point Bend, segnò l'inizio di una serie di blocchi e bombardamenti che culminarono con l'abbandono del forte da parte dei suoi difensori, il 4 giugno.
Due giorni dopo, il 6 giugno 1862,  la Cairo era parte della forza di sette navi, ed un rimorchiatore che, alla battaglia di Memphis, affrontarono otto cannoniere confederate, affondandone o facendone incagliare cinque, danneggiandone gravemente due e lasciando fuggire solo una. Durante la notte, le forze dell'Unione occuparono la città di Memphis. La Cairo tornò a pattugliare il Mississippi fino al 21 novembre, quando si unì alla spedizione di Yazoo Pass.
Il 12 dicembre 1862, mentre stava sminando un tratto dello Yazoo in preparazione all'attacco a Haines Bluff, Mississippi, la Cairo urtò una mina navale. Si trattava di una mina a detonazione elettrica, che fu attivata manualmente da due marinai confederati, Zedekiah McDaniel e Francis M. Ewing, nascosti sulla riva del fiume. Squarciata da due esplosioni, Cairo affondò in soli 12 minuti, senza vittime tra l'equipaggio. Fu la prima nave nella storia ad essere affondata da una mina elettroattuata.

## Ritrovamento del relitto

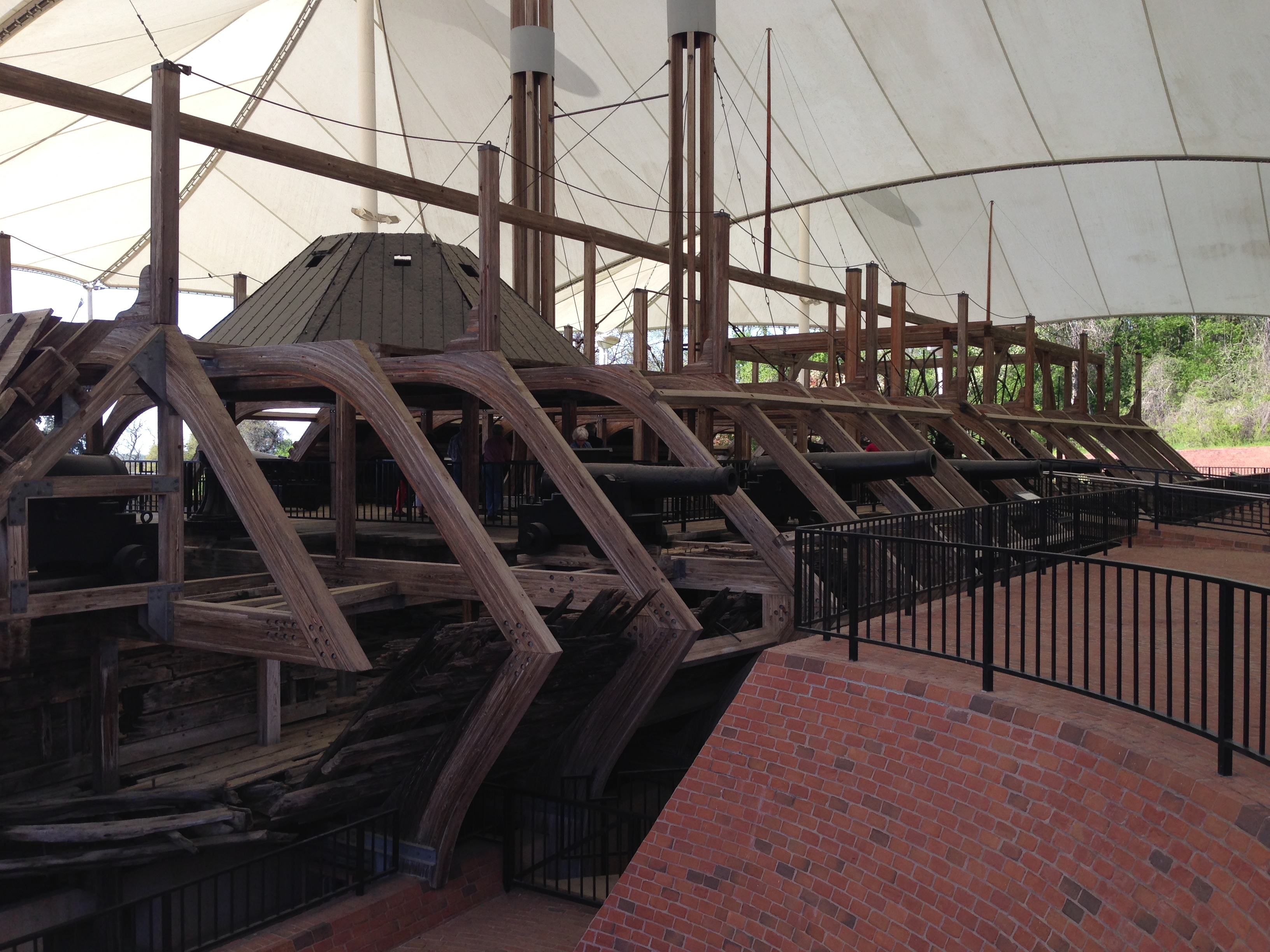
Vista del lato sinistro. La struttura corazzata a forma di tronco di piramide esagonale, con una feritoia per lato, era la casamatta del pilota, tra i primi reperti recuperati nel 1960

Col passare degli anni la cannoniera fu dimenticata e la sua tomba d'acqua fu lentamente coperta da un sudario di limo e sabbia. Affondata su un fondale fangoso, la Cairo divenne una capsula del tempo, i cui manufatti rimasti al suo interno furono preservati dalla corrosione e dalla degradazione biologica. Il luogo esatto in cui riposava il relitto divenne fonte di speculazioni, in quanto nessuno dei membri dell'equipaggio era ancora in vita e tra gli abitanti del luogo si era perso il ricordo della posizione esatta.
Studiando le mappe della guerra di secessione, Edwin Bearss del Vicksburg National Military Park decise di mettersi alla ricerca della nave perduta con l'ausilio di metal detector.
Con l'aiuto di Don Jack e Warren Grabau, il relitto fu infine ritrovato nel 1956. Nel 1960, numerosi reperti furono recuperati dalla nave, compresa la casamatta del pilota e uno dei cannoni Dahlgren da 8", preservati nel fango dello Yazoo. Col sostegno dello Stato del Mississippi e delle autorità locali, fu deciso di recuperare quanto rimaneva della Cairo dal fondo del fiume.

## Recupero e musealizzazione

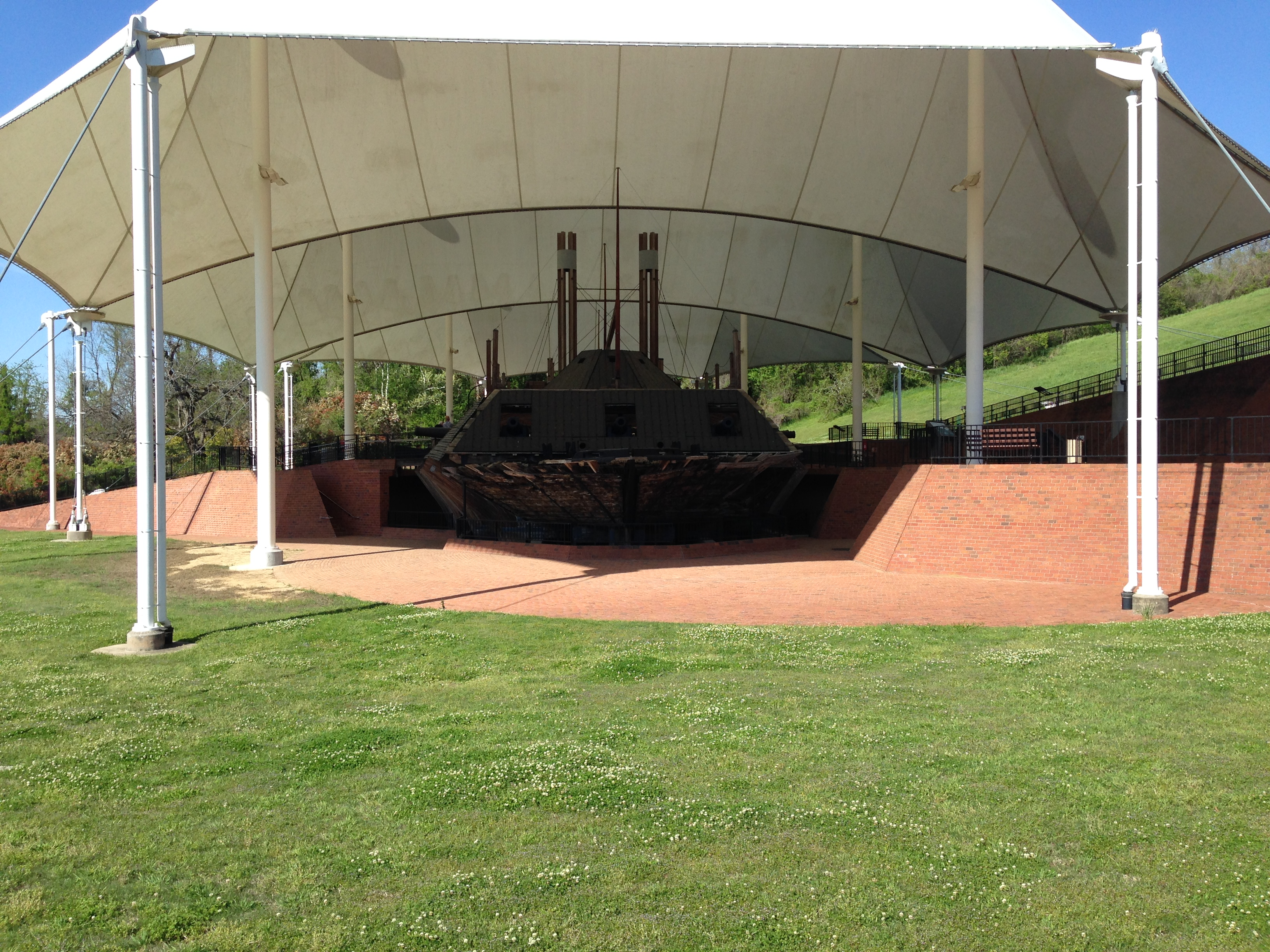
La Cairo in esposizione

Le speranze di sollevare la nave e il suo carico di reperti intatti svanirono nell'ottobre 1964, quando i cavi da 3" (7,62 cm) impiegati per sollevare la Cairo tagliarono profondamente il suo scafo ligneo. Si trattava quindi da salvare il possibile, e si decise così di tagliare la Cairo in tre sezioni. Entro la fine di dicembre, i resti malconci della nave furono posizionati su chiatte e trainati fino a Vicksburg, Mississippi. Nell'estate del 1965 le chiatte che trasportavano la Cairo furono trainate fino ai cantieri di Ingalls sulla costa del golfo di Pascagoula. La corazzatura fu rimossa, ripulita e restaurata. I motori furono smontati, ripuliti, restaurati ed infine riassemblati. Le sezioni dello scafo furono rinforzate internamente, fu poi affrontato un sistema di ugelli che mantenessero umida la struttura in quercia bianca in modo da preservarla da fenomeni di imbarcamento e fessuraggio. Il 3 settembre 1971, la Cairo entrò nel National Register of Historic Places. Nel 1972 il Congresso degli Stati Uniti autorizzò il National Park Service a ricostruire la cannoniera per metterla in esposizione al Vicksburg National Military Park. Ritardi nei finanziamenti bloccarono il progetto fino al giugno 1977, quando la nave fu trasportata al parco ed in parte ricostruita su una base in cemento vicino al Vicksburg National Cemetery. Una tettoia a copertura della nave fu completata nell'ottobre 1980, e nel novembre dello stesso anno il sito fu aperto al pubblico. L'originale copertura reticolare fu in seguito sostituita da una tensostruttura. Il carico recuperato dalla Cairo si rivelò un tesoro di armi, munizioni, equipaggiamenti di supporto ed effetti personali dei membri dell'equipaggio. I reperti e la stessa Cairo fanno ora parte del USS Cairo Museum. Dal salvataggio, la Cairo ha subito un progressivo degrado, causato dagli agenti atmosferici, da escrementi d'uccello e da atti di vandalismo. Delle numerose navi corazzate che hanno combattuto nella guerra di secessione, solo quattro sono giunte fino a giorni nostri, tutte recuperate dal fondo dei fiumi ove erano affondate: la USS Cairo, la USS Monitor, la CSS Neusee e la CSS Muscogee. Di queste, la Cairo è l'unica esposta all'aperto nel clima del Profondo Sud.

### Annotazioni
1. 1 2 3  Nelle fonti dell'epoca indicate come torpedoe, ovvero siluro. All'epoca della guerra di secessione tale termine era infatti usato per indicare le prime mine navali.
2. ↑  Le cannoniere classe City furono costruite coi fondi del Dipartimento della Guerra, alla loro entrata in servizio erano quindi proprietà dell'Union Army, ovvero dell'esercito. L'onore di prima nave corazzata della United States Navy spetta invece alla USS Monitor, entrata in servizio oltre un mese dopo la prima classe City.

### Fonti
1. 1 2 3 4  Canney 1993
2. 1 2 3 4 5  (EN) Explosion Sinks the USS Cairo, su nps.gov. URL consultato il 29 giugno 2015.
3. 1 2  (EN) Gunboats of the Mississippi (PDF), su nps.gov. URL consultato il 28 gennaio 2015.
4. ↑  Tucker 1989
5. ↑  Konstam 2002
6. 1 2 3  (EN) USS Cairo Gunboat and Museum, su nps.gov. URL consultato il 29 giugno 2015.
7. ↑  (EN) Ed Ballam, Man Indicted For Damaging The U.S.S. 'Cairo', su civilwarnews.com. URL consultato il 29 gennaio 2015 (archiviato dall'url originale il 22 ottobre 2015).